# CopyWrite
CopyWrite (copywrit.com) von Quaid Software war ein Programm zur Herstellung exakter Diskettenkopien.
Das Programm lief unter den DOS-Betriebssystemen. Es ermöglichte im Gegensatz zu diskcopy.com, das zur Grundausstattung des Betriebssystems gehörte, exakte Kopien – unabhängig von möglichen Kopierbeschränkungen.
Die erste Version von CopyWrite erschien im September 1984, die letzte im Januar 1990 (die Versionen wurden nicht nummeriert, sondern trugen jeweils Monat und Jahr des Veröffentlichungsdatums).
CopyWrite soll in den 1980er-Jahren das populärste Programm zur Erstellung von exakt gleichen Diskettenkopien gewesen sein.